# Prima (mitologia)
Prima è un personaggio della mitologia romana, figlia di Romolo e della sabina Ersilia, sorella di Avilio. Secondo Plutarco, il nome Prima le fu dato perché era la primogenita di Romolo.
Secondo il ricercatore russo Alexander Koptev, Prima sposò il patrizio Proculo Giulio, originario di Alba Longa, che sarebbe dovuto diventare il nuovo re di Roma. Tuttavia, la popolazione romana scelse al suo posto il nuovo re dei Sabini Numa Pompilio. Il ricercatore ha anche ipotizzato che il terzo re di Roma, Tullo Ostilio, fosse figlio di Proculo Giulio e di Prima.